# Bourg-Achard
Bourg-Achard è un comune francese di 2 995 abitanti situato nel dipartimento dell'Eure nella regione della Normandia.

## Società

### Evoluzione demografica
Abitanti censiti